# ESO 119-27
ESO 119-27 هو اصطدام مجري، يقع في كوكبة أبو سيف.

## روابط خارجية
- ESO 119-27 على موقع ويكي سكاي: DSS2, SDSS, GALEX, IRAS, Hydrogen α, X-Ray, Astrophoto, Sky Map, Articles and images